# East Stratton
East Stratton – wieś w Anglii, w hrabstwie Hampshire, w dystrykcie Winchester. Leży 16 km na północny wschód od miasta Winchester i 86 km na południowy zachód od Londynu. Miejscowość liczy 200 mieszkańców.